# USS Johnston (DD-557)
USS Johnston (DD-557) – amerykański niszczyciel typu Fletcher z czasów II wojny światowej, jeden z najsłynniejszych amerykańskich okrętów tej klasy, zasłużony podczas bitwy pod Samar.

## Historia
Okręt został zwodowany 25 marca 1943 roku w stoczni Seattle-Tacoma, wszedł do służby w United States Navy 27 października 1943 roku. W lutym 1944 roku wziął udział w kampanii na wyspach Marshalla i Gilberta, następnie w walkach na Marianach. W październiku 1944 roku, brał udział w walkach w zatoce Leyte, ze szczytowym punktem w czasie bitwy koło wyspy Samar.
Podczas ostatniej z nich, ochraniając pozbawione ciężkiej eskorty amerykańskie wojska desantowe i wspierające je lotniskowce lekkie, rozpoczął samotny atak na dowodzone przez admirała Takeo Kuritę ugrupowanie czterech pancerników, sześciu ciężkich krążowników oraz 17 krążowników lekkich i niszczycieli. Postawa dowodzącego „Johnstonem” kmdr por. Ernesta Evansa, zainspirowała pozostałe niszczyciele eskadry, do podjęcia ataku w ślad za „Johnsonem”. Mimo przygniatającej przewagi sił japońskich, torpedy Mark 15 oraz ogień artyleryjski dział 127 mm l/38 niszczyciela ciężko uszkodziły krążownik „Kumano”. Trafiony następnie trzema japońskimi pociskami 355 mm oraz trzema 152 mm, „Johnston” został ciężko uszkodzony, zdołał jednak utrzymać się na wodzie i skryć się chwilowo w szkwale. Z działającą jedynie częścią maszynowni, ze zniszczonym radarem, żyrokompasem oraz wyłączonymi z użytku trzema rufowymi bateriami dział 127 mm, z odległości 6400 metrów USS „Johnston” zaatakował krążownik liniowy „Kongō”, wystrzeliwując w jego kierunku 30 pocisków 127 mm. Japoński okręt liniowy odpowiedział ostrzałem „Johnstona” ze swojej głównej artylerii 355 mm, z których dziewięć ponownie trafiło DD-557. Po kolejnych ciężkich uszkodzeniach „Johnstona”, krążownik skierował swój ogień na amerykański lotniskowiec eskortowy USS „Gambier Bay” (CVE-73).
Nie chcąc dopuścić do zatopienia lotniskowca, przez okręt który od 1931 roku klasyfikowany był jako „szybki pancernik”, „Johnston” ponownie otworzył ogień w kierunku „Kongō” celem odwrócenia jego uwagi od lotniskowca. Po uzyskaniu czterech trafień na japońskim krążowniku, DD-557 przeniósł swój ogień na zbliżającą się do „Gambier Bay” eskadrę japońskich niszczycieli. Niemal nieruchomemu już „Johstonowi” udało się wyłączyć z walki artylerię okrętu prowadzącego japońską eskadrę, po czym przeniósł swój ogień na następną w kolejności jednostkę wrogiego ugrupowania, ciężko uszkadzając i wyłączając ją całkowicie z walki. W rezultacie ataku „Johnstona”, wszystkie wystrzelone przez japońskie niszczyciele torpedy Typ 93 chybiły USS „Gambier Bay”. Wystrzelone jednak przez „Kongō” oraz pancernik „Yamato” artyleryjskie pociski kalibru 203 mm trafiły amerykański lotniskowiec poniżej linii wodnej, i okręt lotniczy wkrótce zatonął. W międzyczasie, mimo wysiłków „Johnstona” i innych amerykańskich niszczycieli, japońskie krążowniki zdołały zbliżyć się i uszkodzić lotniskowce USS „Fanshaw Bay” (CVE-70) i „Kalinin Bay” (CVE-68). Pozostałe japońskie niszczyciele skupiły więc swój ogień z dział 152 mm na ciężko uszkodzonym „Johnstonie”, którego ranny dowódca wobec całkowitego zniszczenia pomostu bojowego i wewnętrznej komunikacji okrętu, przekazywał rozkazy stojąc osobiście we włazie sterowni jednostki. „Johnston” był już jednak całkowicie ogarnięty dymem i płomieniami, które zaczęły zagrażać magazynom amunicji, zdolne do użytku było już jedynie jedno działo jednostki. Załoga „Johnstona” liczyła jednak na wsparcie lotnictwa ciężkich lotniskowców admirała Williama Halseya powracających z pościgu za japońskimi lotniskowcami, toteż broniąc lotniskowców eskortowych, starała się zyskiwać na czasie. Około godziny 9, pocisk z działa 127 mm trafił jednak w jedyną działającą dotąd przednią maszynownię okrętu, co całkowicie pozbawiło go napędu, ruchu i możliwości manewru. Wobec trwającego wciąż ostrzału i licznych trafień amerykańskiego okrętu ze strony japońskich niszczycieli, 15 minut później kmdr por. Evans wydał rozkaz opuszczenia jednostki. O godzinie 10:10 USS „Johnston” przewrócił się do góry stępką i zatonął.
Mimo obaw znajdujących się w wodzie rozbitków, że zbliżające się japońskie niszczyciele otworzą do nich ogień, dowódca przepływającej obok japońskiej jednostki osobiście salutował ze swojego pomostu marynarzom USS „Johnston”. W wyniku przeprowadzonej batalii śmierć poniosło 187 członków jego załogi, z czego 50 osób zginęło na jego pokładzie podczas walki, 45 osób zmarło w wodzie oraz na tratwach ratunkowych w wyniku odniesionych wcześniej ran, lub na skutek ataków rekinów. Ponadto, 92 oficerów i marynarzy – w tym kmdr. por. Evans – o których wiadomo że przeżyli zatonięcie okrętu, zaginęło. Ku zdumieniu jednak amerykańskich dowódców, dowodzący japońskim ugrupowaniem adm. Kurita, który przystępował do walki z kolosalną przewagą nad grupą kilku amerykańskich niszczycieli, w dużej mierze dzięki poświęceniu i odwadze załogi „Johnstona”, wycofał swoje pancerniki i krążowniki z rejonu amerykańskiego desantu.
W uznaniu „nadzwyczajnej odwagi i męstwa z narażeniem życia, z przekroczeniem granic oraz ponad obowiązki”, kmdr. por. Evans odznaczony został pośmiertnie Medalem Honoru Kongresu – najwyższym amerykańskim odznaczeniem bojowym. Okręt natomiast otrzymał Presidential Unit Citation – najwyższe odznaczenie bojowe przyznawane jednostkom wojskowym.